# Simona Malpezzi
Simona Flavia Malpezzi (née le 22 août 1972 à Cernusco sul Naviglio) est une enseignante et une femme politique italienne.

## Jeunesse
Après avoir grandi à Pioltello, Simona Malpezzi étudie les lettres modernes à l’Université Catholique de Milan, où elle soutient une thèse sur Amintore Fanfani. Enseignante depuis 1997, elle s’investit dans des projets internationaux, la lutte contre le décrochage scolaire et l’orientation. En 2005, elle s’installe en Allemagne avec sa famille et enseigne l’italien à la Volkshochschule d’Aschaffenbourg.

## Carrière politique
Simona Malpezzi adhère au Parti démocrate en 2009 après son retour en Italie. Élue au conseil municipal de Pioltello en 2011, elle y devient chef de groupe du Parti démocrate. En 2013, elle est élue députée à la Chambre des députés, représentant la circonscription Lombardie 1 (it), et siège dans plusieurs commissions, notamment celles sur la culture et l’enfance,. 
En 2018, elle devient sénatrice dans la circonscription Lombardie, vice-présidente du groupe Parti démocrate au Sénat et membre de la Commission sur l’instruction publique et les biens culturels,. 
En 2019, elle est nommée sous-secrétaire d'État aux relations avec le Parlement dans le gouvernement Conte II, fonction qu’elle conserve dans le gouvernement Draghi en 2021. 
En mars 2021, Simona Malpezzi devient Présidente du groupe Parti démocrate au Sénat, succédant à Andrea Marcucci. Réélue sénatrice lors des élections de 2022, elle est confirmée dans son rôle de Présidente du groupe Parti démocrate au Sénat en octobre,.